# Aurad
Aurad és un panchayat del districte de Bidar a Karnataka, Índia.
Està situada a 18° 15′ N, 77° 26′ E / 18.25°N,77.43°E a l'extrem nord-est de l'estat. Segons el cens de l'any 2001 la població de la ciutat és de 16.189 habitants (17% per sota dels 6 anys).